# Austria en los Juegos Olímpicos de Vancouver 2010
Austria estuvo representada en los Juegos Olímpicos de Vancouver 2010 por un total de 81 deportistas que compitieron en 13 deportes. 
Portadores de la bandera en la ceremonia de apertura fueron los hermanos Andreas y Wolfgang Linger (atletas de luge).

## Medallistas
El equipo olímpico austríaco obtuvo las siguientes medallas:
| Nombre                                                                  | Deporte           | Competición                   |
| ----------------------------------------------------------------------- | ----------------- | ----------------------------- |
| Oro                                                                     |                   |                               |
| Bernhard Gruber David Kreiner Felix Gottwald Mario Stecher              | Combinada nórdica | Trampolín grande + 4 × 6 km M |
| Andrea Fischbacher                                                      | Esquí alpino      | Supergigante F                |
| Andreas Linger Wolfgang Linger                                          | Luge              | Doble M                       |
| Wolfgang Loitzl Andreas Kofler Thomas Morgenstern Gregor Schlierenzauer | Saltos en esquí   | Trampolín grande por eqs. M   |
| Plata                                                                   |                   |                               |
| Christoph Sumann                                                        | Biatlón           | 12,5 km persecución M         |
| Simon Eder Daniel Mesotitsch Dominik Landertinger Christoph Sumann      | Biatlón           | 4 × 7,5 km M                  |
| Andreas Matt                                                            | Esquí acrobático  | Campo a través M              |
| Marlies Schild                                                          | Esquí alpino      | Eslalon F                     |
| Nina Reithmayer                                                         | Luge              | Individual F                  |
| Benjamin Karl                                                           | Snowboard         | Eslalon gigante paralelo M    |
| Bronce                                                                  |                   |                               |
| Christoph Sumann                                                        | Biatlón           | 15 km M                       |
| Bernhard Gruber                                                         | Combinada nórdica | Trampolín grande + 10 km M    |
| Elisabeth Görgl                                                         | Esquí alpino      | Descenso F                    |
| Elisabeth Görgl                                                         | Esquí alpino      | Eslalon gigante F             |
| Gregor Schlierenzauer                                                   | Saltos en esquí   | Trampolín normal M            |
| Gregor Schlierenzauer                                                   | Saltos en esquí   | Trampolín grande M            |
| Marion Kreiner                                                          | Snowboard         | Eslalon gigante paralelo F    |